# Ústí nad Orlicí město
Ústí nad Orlicí město je železniční zastávka (někdejší stanice) v Ústí nad Orlicí, v jižní části města nedaleko řeky Třebovky. Nachází se na východě Čech v Pardubickém kraji, v okrese Ústí nad Orlicí. Leží na českotřebovském zhlaví železniční stanice Ústí nad Orlicí na železniční trati Praha – Česká Třebová.

## Historie
První staniční budova byla vystavěna jakožto trojkolejná stanice IV. třídy, součást Severní státní dráhy z Olomouce do Prahy. Slavnostní vlak tudy projel 20. srpna 1845 za osobního řízení inženýra Jana Pernera, projektanta trati. Autorem návrhu empírové výpravní budovy byl vrchní architekt inženýr Anton Jüngling.
Stavba je dvoupatrová, aby mohla vyrovnat rozdíl mezi uliční úrovní a tratí vystavěnou na náspu. V době svého dokončení měřilo kolejiště stanice na 600 sáhů, tedy asi 1100 metrů. Dále se v areálu nádraží nacházelo na jižní straně také skladiště a na opačné straně od výpravní budovy lokomotivní výtopna. Unikátně je v případě této stanice řešena vodárenská věž, která je zabudovaná přímo do těla staniční budovy. Uvnitř se nacházelo mimo jiné zařízení pro předehřev vody do kotlů parních lokomotiv, aby nedocházelo k tepelným nerovnostem, věž je proto zakončena krátkým komínem. Ústrojí vodárny bylo demontováno v 70. letech 20. století. Roku 1875 vybudovala Rakouská severozápadní dráha vlastní železniční stanici západně od města pro obsluhu trati do Letohradu. Dřevěná prosklená přístavba k východnímu křídlu budovy pochází z roku 1905.
Roku 1957 byl zahájen elektrický provoz (soustava 3 kV DC) na trati procházející zastávkou. 
Od 3. května 1964 je nádražní budova kulturní památkou.

## Modernizace
Zastávkou prochází první železniční koridor, leží na trase 4. panevropského železničního koridoru. V roce 2013 byla zahájena stavba projektu Průjezd železničním uzlem Ústí nad Orlicí, v rámci kterého došlo úpravám parametrů zastávky: nacházejí se zde dvě boční nástupiště délky 270 m propojená podchodem, byl instalován elektronický informační systém pro cestující a výpravní budova prošla opravou. Expresní spoje mohou zastávkou projíždět rychlostí až 160 km/h. Oproti předchozímu stavu dnes zastávkou vedou pouze dvoje koleje.